# Volvo V50
Volvo V50 je automobil švedskog marke Volvo i proizvodi se već od 2004. godine.

## Motori
- 1.6 L, 74 kW (100 KS)
- 1.8 L, 92 kW (125 KS)
- 2.0 L, 107 kW (145 KS)
- 2.4 L, 103 kW (140 KS) / 125 kW (170 KS)
- 2.5 L, 162 kW (220 KS) / 169 kW (230 KS)
- 1.6 L turbo dizel, 80 kW (109 KS) / 84 kW (114 KS)
- 2.0 L turbo dizel, 100 kW (136 KS) / 110 kW (150 KS) / 130 kW (177 KS)
- 2.4 L turbo dizel, 132 kW (180 KS)